# Muscicapa boehmi
A Muscicapa boehmi a madarak osztályának a verébalakúak (Passeriformes) rendjéhez és a  légykapófélék (Muscicapidae) családjához tartozó faj.

## Rendszerezése
A fajt Anton Reichenow német ornitológus írta le 1884-ben, a Bradyornis nembe Bradyornis [sic] Böhmi  néven.  Egyes szervezetek a Bradornis nembe sorolják Bradornis boehmi néven. Tudományos faji nevét Richard Böhm német zoológus tiszteletére kapta.

## Előfordulása
Kelet- és Közép-Afrikában, Angola, a Kongói Demokratikus Köztársaság, Malawi, Tanzánia és Zambia területén honos. 
Természetes élőhelyei a trópusi és szubtrópusi száraz szavannák. Állandó, nem vonuló faj.

## Megjelenése
Testhossza 13-14 centiméter.

## Életmódja
Rovarokkal táplálkozik.

## Természetvédelmi helyzete
Az elterjedési területe nagyon nagy, egyedszáma viszont csökken, de még nem éri el a kritikus szintet. A Természetvédelmi Világszövetség Vörös listáján nem fenyegetett fajként szerepel.